# 레콘
레콘은 작가 이영도의 소설 《눈물을 마시는 새》, 《피를 마시는 새》에서 등장하는 네 종족 중의 하나이다. 모든 이보다 낮은 여신의 선민 종족이다.

### 외형
- 온 몸이 깃털로 덮여 있고, 얼굴에는 부리와 벼슬이 달려 있는 등 전체적으로 닭과 비슷한 인상을 보인다.
- 네 선민 종족 중 가장 크고 무겁다. 평균적으로 인간 여성 2명과 맞먹는 다는 표현을 봐서 3m이상 되는 거구인 듯 하다.
  - 이로 인해 인간이나 나가, 도깨비는 두명씩 태울 수 있는 딱정벌레를 1명밖에 타지 못한다.
  - 게다가 흥분하면 몸을 부풀리는데 그럴 경우 몸의 근육과 깃털의 팽창으로 3배 가까이 커진다.
- 다섯 손가락을 지니고 있고, 털이 빠진 팔이 인간과 닮았다는 것을 보면 골격은 인간과 닮은 듯 하다.
- 인간처럼 태생으로 아이를 낳는다.
- 물에 뜨기 힘든 골밀도와 체중을 가지고 있다.

### 특징
- 다른 종족에 비해 압도적인 신체적 능력을 가지고 있다.
  - 다른 종족들이 들어 올리기도 힘든 거대한 병기를 사용할 수 있다.
  - 웬만한 나무는 장난감처럼 뽑아서 던질 수 있고 맨 손으로 소의 머리를 뽑아 낼 수도 있는 강한 힘을 가지고 있으며 도약력이나 민첩성 또한 강하다.
  - 비행물체인 딱정벌레를 탄 도깨비와 비슷한 속도로 달릴 수 있다.
  - 수십 미터 상공에서 떨어져도 찰과상 정도만 입는다.
- 또한 계명성이라고 불리는 대단히 큰 고함을 지를 수 있는데, 이는 보통의 고함과 달리 작은 폭풍에 버금가는 파괴력을 지닌다. 그 크기는 수km를 사이에 두고 대화를 할 수 있을 정도이다.
- 아무리 추운 곳도 보온을 위한 의복이 별도로 필요 없이 다닐 수 있다.
- 다만 이들은 몸의 밀도가 물보다 크기 때문에 물에 빠지면 그대로 가라 앉는다. 따라서 이들은 물을 매우 싫어하고 두려워하며, 물이라는 단어 자체 입에 올리는 것도 꺼린다.
  - 물에 대한 레콘의 종족, 선천, 심리적 공포는 그 어떤 현명한 이도 레콘에게서 제거할 수 없었다.
  - 이들에게 물을 뿌리는 행위는 최대의 도발 행위이다.
- 깃털을 갈이하므로 세수 같은 방식의 위생 관리가 없다.

### 문화
- 일부다처제이다. 신부탐색이라고 하는 부인 찾기를 한다.
- 다른 남성 레콘과 싸워서 이겨 부인을 빼앗기도 한다.
  - 여성 레콘은 본능적으로 강한 남성 레콘을 찾는다.
  - 성차별적인 양식의 일부다처제는 아니다. 여성이 구혼을 거절하면 떠난다.
- 개인주의적이다.

### 이외 설정
- 숙원
  - 어른이 된 레콘이 일생 내내 도전하는 목표이다.
  - 일생을 걸어야 할 만큼 불가능에 가까운 난이도의 목표를 주로 추구한다.
  - 숙원이 없이 신부 탐색에 매진하기도 한다.
- 최후의 대장간
  - 대륙 북부 빙해의 영구적인 동토에 있는 대장간이다.
  - 최후의 대장간의 별빛로에서 별빛을 받은 별철을 이용한 무기를 제작한다.
    - 이는 지상에 돌아다니는 무기 중에서 가장 강력한 내구도를 지녀서, 수십 년은 물론 수백 년을 사용하여도 손상되지 않는다.

  - 레콘은 숙원에 도움이 되기 위해 대륙의 북쪽 끝에 있는 최후의 대장간에서 자신만의 무기를 받는다.
  - 이 무기는 무기를 받은 레콘만이 사용하며, 타인이 사용하거나 만지는 것도 허용하지 않는다.
  - 모든 이보다 낮은 여신의 사원 역할을 한다.
- 납병례
  - 레콘이 죽을 때 모든 이보다 낮은 여신에게 병기를 반납하는 의식
  - 납병례를 마친 레콘은 다시 무기를 들지 않고 노인 취급을 받는다. 유료도로당에서도 요금 면제자로 취급 받는다.
  - 다만 실제로는 납병례를 하는 경우는 매우 드물며, 대부분의 레콘들은 죽기 전에 무기를 한번 더 휘두르는 게 더 효율적이라 여긴다.
- 속설
  - 검은 깃털의 레콘은 더 포악하다는 속설이 있다.

### 요약
타고난 전사인 레콘의 성질은 오만한 개인주의자로 압축될 수 있다. 이들은 자신이 좇고 있는 숙원 이외의 일에 별다른 관심을 쏟지 않기 때문에 붙여지는 말이다. 실제로 1차 대확장 전쟁 기간 동안에도 레콘은 전쟁에 참여하지 않고 자신의 숙원만을 좇은 것으로 유명하다.